# HD 49434
HD 49434，又名BD-01 1386，SAO 133687、HR 2514，是一颗恒星，视星等为5.75，位于銀經213.75，銀緯-1.29，其B1900.0坐标为赤經6h 43m 14.8s，赤緯-1° -1.29′ 27″。